# Bosatlas

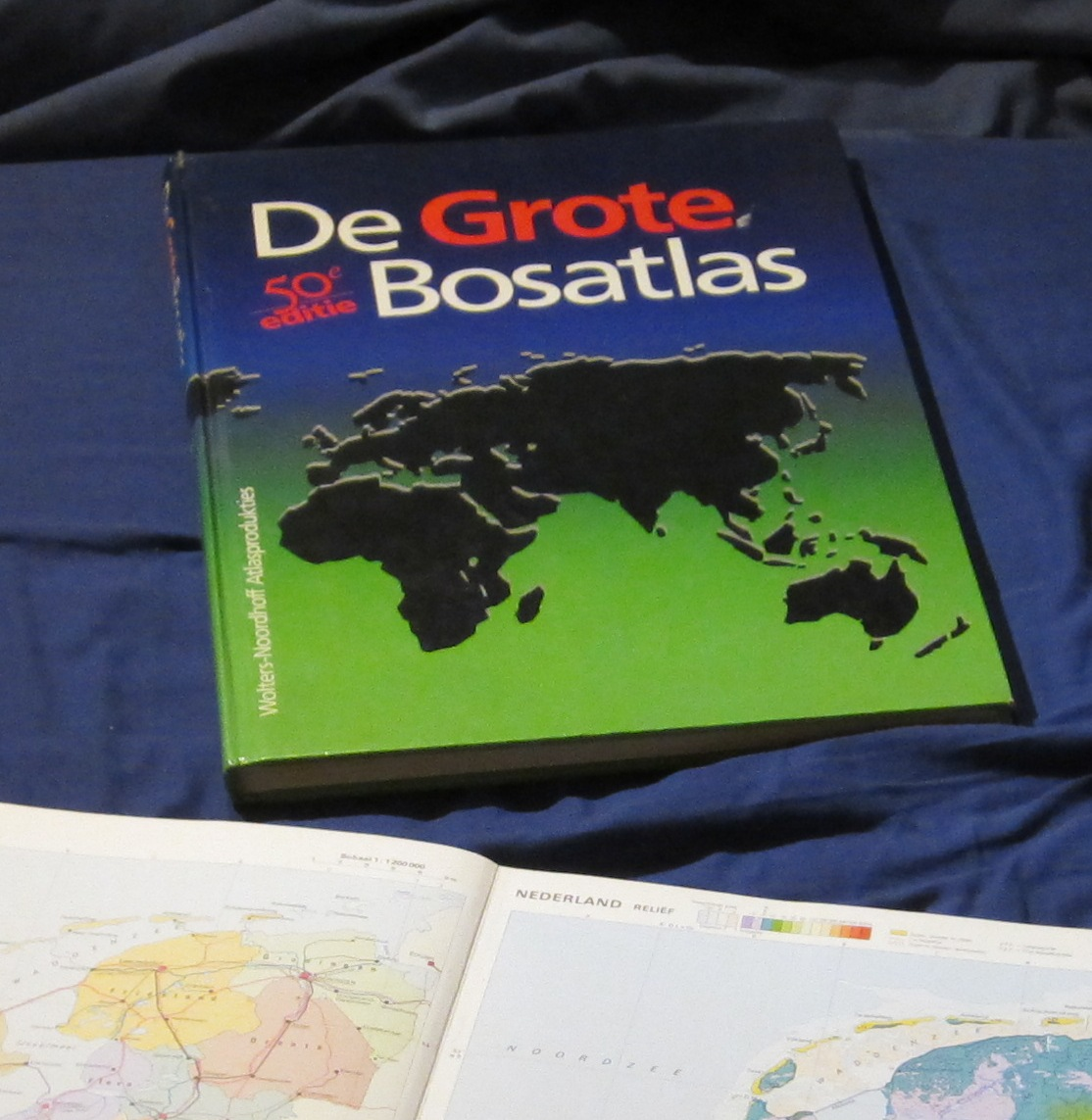
De Grote Bosatlas

Der Bosatlas ist der bedeutendste und bekannteste niederländische Schulatlas. Die erste Auflage des Schoolatlas der geheele aarde, von Pieter Roelof Bos verfasst, erschien 1877 bei Wolters (jetzt Noordhoff Uitgevers), die 55. im Jahre 2016.
Die ersten 15 Auflagen besorgte Bos selbst, von 1877 bis zu seinem Todesjahr 1902. Ab 1904 war J. F. Niermeyer für die Aktualisierung verantwortlich, ab 1923 B. A. Kwast. Die 35. Auflage (1936) redigierten Kwast und P. Eibergen gemeinsam, die bis zum Jahre 1956 nur letzterer. Von der 40. Auflage 1959 bis zu der von 1976 lag die Verantwortung bei F. J. Ormeling (sr.), seit 1981 unterzeichnet ein Autorenkollektiv.

## Anfänge
Pieter Roelof Bos gehörte zu den ersten Kandidaten der Lehrerausbildung für das junge Fach Erdkunde, das 1868 Examenfach für die Höhere Bürgerschule (HBS) wurde. Für die erst 1863 eingerichtete HBS wurden viele Lehrmaterialien benötigt.
Nachdem Bos 1875 beim Herausgeber Wolters ein Erdkundelehrbuch veröffentlicht hatte, erschien dort im Folgejahr eine Lieferung des geplanten, nicht vollendeten Atlas der geheele aarde ten gebruike bij het onderwijs in de nieuwere aardrijkskunde (Atlas der gesamten Erde zum Gebrauch im Unterricht in der neueren Erdkunde; das doppelte e in geheele fiel später einer Rechtschreibreform zum Opfer). Bos schrieb ins Vorwort, dass Atlanten vor allem den Boden darstellten, er hingegen wolle den Zusammenhang zwischen Land und Volk veranschaulichen. So zeigte er auf einer Karte Österreich-Ungarns Bevölkerungsdichte und Wirtschaft.
1877 brachte der Verlag jedoch einen weniger dickleibigen Atlas heraus, als Bos' ursprünglicher Plan bedeutet hätte. Ein solcher Atlas wäre für Schüler zu teuer gekommen. Der Schoolatlas der geheele aarde beinhaltete 27 Kartenblätter mit 64 Karten, noch ohne thematische Karten und Erläuterungen. Zwei Karten betrafen die Niederlande. Der „Biograf“ des Bosatlas, Ferjan Ormeling, merkt an, Bos habe die Niederlande noch sehr aus Groninger Sicht beschrieben, denn jene Provinz erhielt im Atlas zahlreiche Ortsnamen, während andere Provinzen noch fast leer gewesen seien.
Obwohl damals schon zwölf andere Schulatlanten auf dem Markt waren, wurde der preiswerte Atlas von Bos ein großer Erfolg. In den 1880er und 1890er Jahren erhielt der Autor ein Honorar von zweitausend bis dreitausend Gulden im Jahr, das doppelte bis dreifache eines Lehrergehalts. Herausgeberisch sinnvoll gab es einen engen inhaltlichen Zusammenhang des Atlas mit dem von Bos verfassten Schulbuch.
In den Jahren bis 1902, in denen Bos noch selbst den Atlas verantwortet, kommen Karten niederländischer Provinzen und mehr Länder Asiens hinzu. Fast jedes Jahr erschien eine neue Auflage, mit jeweils vielen Veränderungen nach Wünschen aus dem Unterrichtswesen. Bos' Abneigung gegen den 1884 vereinbarten Nullmeridian von Greenwich führte zu einem längerfristigen Nebeneinander von diesem und dem alten Ferro-Meridian. Auf Unverständnis stieß außerdem sein Experimentieren mit einer Umkehr der Farben für Höhenwerte: Er färbte die Tiefen dunkel und die Höhen hell, weil dies bei Kunstlicht besser lesbar sei.

## Niermeyer-Zeit 1902–1923
Bos' Nachfolger als Atlasredakteur war J. F. Niermeyer (1866–1923), der 1902 als Erdkundelehrer in Rotterdam arbeitete. 1908 wurde er Professor in Utrecht. Niermeyer war im Gegensatz zu Bos wenig begeistert von deutschen Kartografen, die er zu systematisierend fand. Statt der Vorherrschaft des Faktors Natur wollte Niermeyer die Wechselwirkung von Mensch und Natur beschreiben. Der Bosatlas ging in Richtung wirtschaftliche Erdkunde.
Niermeyer war weniger experimentierfreudig als Bos, aber er verbesserte die Karten zu Niederländisch-Indien, seinem eigenen Forschungsgebiet, und brachte mehr Informationen über die Tiefsee und unterseeische Telegrafenkabel in den Atlas. Außerdem führte er es ein, dass die bislang unbenutzten Rückseiten der farbigen Karten mit Schwarz-Weiß-Karten ausgefüllt wurden.
In die Ära Niermeyer fällt neben dem Ersten Weltkrieg, der die Ländergrenzen schnell unaktuell werden ließ, auch der berühmte Prozess Bos tegen Bos. Der Verlag Noordhoff, der übrigens in derselben Straße Groningens beheimatet war wie der Verlag Wolters, gab 1909 einen Volledige Schoolatlas der geheele aarde heraus. Dessen Redakteur hieß übrigens R. Bos (nicht verwandt mit dem Gründer des Bosatlas). Zweimal, 1911 und 1913, verklagte Wolters die Konkurrenz erfolglos wegen Plagiats, angeblich sei die Hälfte der Karten aus dem Bosatlas übernommen worden. Wolters’ Anwälte konnten dem Gericht zufolge aber nicht nachweisen, dass die Karten aus dem Hause Noordhoff nur unter Verwendung des Bosatlas hätten verfasst werden können. Noordhoffs Anwälte meinten, der Noordhoff-Atlas bezöge sich auf dieselben Quellen wie der Bosatlas, außerdem könne geografische Information gar nicht unter Urheberrecht stehen.

## Zeit von Kwast und Eibergen 1923–1955
Der Lehrbuchautor und Erdkundelehrer B. A. Kwast (1870–1936) gab dem Atlas den Namen Bos-Niermeyer Schoolatlas der gehele aarde. Ormeling vermutet, der für die Geschichte des Atlas eher wenig bedeutsame Niermeyer sei wegen seines wissenschaftlichen Ansehens in den Titel befördert worden. Kwast wollte den Bosatlas nicht nur nach den Methoden des Verlags Wolter ausrichten, außerdem sollte ein Atlas seiner Meinung nach ein Atlas bleiben, mit einer möglichst deutlichen Wiedergabe der Erdoberfläche mit Relief, Flüssen usw.
Kwasts Nachfolger P. Eibergen (1890–1972) verantwortete den Bosatlas bis 1955. Er gab zunächst Niederländisch-Indien noch mehr Raum als seine Vorgänger, das jetzt für mehr Vergleiche herangezogen wurde, statt wie bisher Beispiele aus Europa und Amerika. Die 35. Auflage existiert in einer Auflage von 1936 und auch von 1939, wobei die neuesten Entwicklungen Deutschlands und des Balkans vermeldet wurden. Um das Dritte Reich nicht verherrlichen zu müssen, kam während der Besatzungszeit (1940–1945) kein neuer Atlas heraus, wohl aber wurde an zahlreichen Karten gearbeitet.
Mittlerweile lief der Bosatlas der Entwicklung hinterher. Es mangelte an einer Vereinheitlichung von Kartensymbolen, und es wurde das Fehlen von Luftbildern und einer Reihe von thematischen Karten kritisiert, die im Unterricht sinnvoll gewesen wären.

## Zeit von F. J. Ormeling (sr.) 1955–1977
Der Erdkundelehrer F. J. Ormeling (1912–2002; der Vater des Bosatlas-Historikers) hatte in den 1930er Jahren soziale Geografie studiert und war danach Erdkundelehrer. Im Krieg gegen Indonesien und danach arbeitete er als Kartograf in Djakarta. Bereits 1952 bezog man ihn in die künftige Rundumerneuerung des Bosatlas mit ein. Diese war unter anderem wegen neuer Konkurrenz nötig geworden.
Schon die erste Auflage unter F. J. Ormeling (die 40.) von 1959 brachte Veränderungen in Form von neuen Themakarten mit sich, und die Auflagen danach folgten darin. Seit 1961 wurden auch Autostraßen außerhalb der Niederlande gezeigt. Die Kolonien mussten teilweise neuen Auswanderländern wie Kanada weichen. Die letzte Auflage unter seinem Namen, von 1976, band den Registerteil in den Atlas selbst ein und erschien erstmals im Vierfarbdruck.

## Unter dem Autorenkollektiv seit 1977
Nach einer Fusion 1968 hieß der Verlag des Bosatlas Wolters-Noordhoff, und seit 1980 erscheinen seine Atlanten in der Abteilung Wolters-Noordhoff Atlasproducties. Die Auflage von 1981 bekam ein gänzlich neues Aussehen mit klaren Konturen, so wie man es auch heute kennt. Die Niederlande wurden mit besonders vielen thematischen Karten bedacht. Abermals mussten spätere Ausgaben die Veränderung der niederländischen Gesellschaft und der Welt berücksichtigen, beispielsweise die Einwanderung in die Niederlande. 2016 erschien die 55. Ausgabe des Grote Bosatlas neben Papier auch digital.

Seit 2007 firmiert der Verlag des Bosatlas nicht mehr mit dem Namen Wolters. Nachdem die Verlagsgruppe Wolters Kluwer den Schulbuchsektor an einen britischen Private-Equity-Fonds veräußerte, musste Wolters Noordhoff auf den traditionsreichen Namen verzichten. Der groninger Verlag bleibt jedoch die Heimat des Bosatlas.

## Belege
1. ↑  Ferjan Ormeling: Biografie van de Bosatlas (1877–heden). Wolters-Noordhoff Atlasproducties, Groningen 2005, ISBN 90-01-12227-2, S. 8.
2. ↑  Ferjan Ormeling: Biografie van de Bosatlas (1877-heden), Wolters-Noordhoff Atlasproducties: Groningen 2005, S. 12.
3. ↑  Ferjan Ormeling: Biografie van de Bosatlas (1877-heden), Wolters-Noordhoff Atlasproducties: Groningen 2005, S. 14.
4. ↑  Ferjan Ormeling: Biografie van de Bosatlas (1877-heden), Wolters-Noordhoff Atlasproducties: Groningen 2005, S. 8/14.
5. ↑  Ferjan Ormeling: Biografie van de Bosatlas (1877-heden), Wolters-Noordhoff Atlasproducties: Groningen 2005, S. 18–20.
6. ↑  Ferjan Ormeling: Biografie van de Bosatlas (1877-heden), Wolters-Noordhoff Atlasproducties: Groningen 2005, S. 28–30.
7. ↑  Ferjan Ormeling: Biografie van de Bosatlas (1877-heden), Wolters-Noordhoff Atlasproducties: Groningen 2005, S. 32/33.
8. ↑  Ferjan Ormeling: Biografie van de Bosatlas (1877-heden), Wolters-Noordhoff Atlasproducties: Groningen 2005, S. 40/42.
9. ↑  Ferjan Ormeling: Biografie van de Bosatlas (1877-heden), Wolters-Noordhoff Atlasproducties: Groningen 2005, S. 50/51.
10. ↑  Ferjan Ormeling: Biografie van de Bosatlas (1877-heden), Wolters-Noordhoff Atlasproducties: Groningen 2005, S. 52/53.
11. ↑  Ferjan Ormeling: Biografie van de Bosatlas (1877-heden), Wolters-Noordhoff Atlasproducties: Groningen 2005, S. 56/58.
12. ↑  Ferjan Ormeling: Biografie van de Bosatlas (1877-heden), Wolters-Noordhoff Atlasproducties: Groningen 2005, S. 65.
13. ↑  Ferjan Ormeling: Biografie van de Bosatlas (1877-heden), Wolters-Noordhoff Atlasproducties: Groningen 2005, S. 68–71.